# Музей Конституции США
Музей Конституции США расположен на военно-морской верфи Чарльзтауна, которая является частью Бостонского национального исторического парка в Бостоне, штат Массачусетс, Соединённые Штаты. Музей расположен рядом с кораблем USS Constitution в конце Бостонской тропы Свободы. Музей расположен в отреставрированном здании верфи у подножия пирса 2.
Музей, благодаря своим коллекциям и интерактивным экспонатам, рассказывает историю Конституции и людей, которые спроектировали, построили и плавали на ней. Музей также является домом для Мемориальной библиотеки Сэмюэля Элиота Морисона и включает в себя обширное архивное хранилище записей, связанных с историей корабля. Музей Конституции США — частная некоммерческая организация, которая управляется отдельно от военно-морского корабля.

## Экспонаты
- All Hands On Deck — интерактивная выставка для всех возрастов, которая исследует реалии жизни на море во время войны 1812 года.
- Old Ironsides in War and Peace — подробный рассказ об истории корабля, в том числе о том, как и почему он был построен, как он прославился во время войны 1812 года и почему он сохранился в качестве старейшего введенного в строй военного корабля ВМС США.
- «Old Ironsides» War of 1812 Discovery Center — интерактивный экспонат, объясняющий причины и последствия войны 1812 года с помощью игр, мультимедиа, книг и других практических занятий.